# Alstom LHB Coradia Lirex

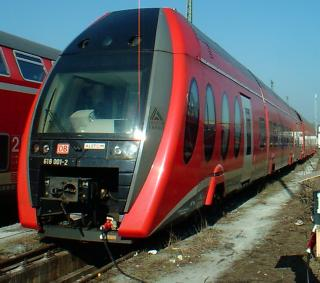
DB-Baureihe 618

Alstom LHB Coradia Lirex est une rame prototype de la Deutsche Bahn. Cette rame fonctionne avec un moteur Diesel. Elle est en service en Suède et en Allemagne.